# Nikolái Solodujin
Nikolái Solodujin –en ruso, Николай Солодухин– (Paserkovo, URSS, 3 de enero de 1955) es un deportista soviético que compitió en judo.
Participó en los Juegos Olímpicos de Moscú 1980, obteniendo una medalla de oro en la categoría de –65 kg. Ganó dos medallas en el Campeonato Mundial de Judo en los años 1979 y 1983, y tres medallas en el Campeonato Europeo de Judo entre los años 1978 y 1983.

## Palmarés internacional
| Juegos Olímpicos   | Juegos Olímpicos     | Juegos Olímpicos  | Juegos Olímpicos |
| Año                | Lugar                | Medalla           | Categoría        |
| ------------------ | -------------------- | ----------------- | ---------------- |
| 1980               | Moscú ( URSS)        | Medalla de oro    | –65 kg           |
| Campeonato Mundial |                      |                   |                  |
| Año                | Lugar                | Medalla           | Categoría        |
| 1979               | París (Francia)      | Medalla de oro    | –65 kg           |
| 1983               | Moscú ( URSS)        | Medalla de oro    | –65 kg           |
| Campeonato Europeo |                      |                   |                  |
| Año                | Lugar                | Medalla           | Categoría        |
| 1978               | Helsinki (Finlandia) | Medalla de plata  | –65 kg           |
| 1979               | Bruselas (Bélgica)   | Medalla de oro    | –65 kg           |
| 1983               | París (Francia)      | Medalla de bronce | –65 kg           |